# Walter Bradley
Walter Dwight Bradley (* 30. Oktober 1946 in Clovis, New Mexico) ist ein US-amerikanischer Politiker. Zwischen 1995 und 2002 fungierte er im Bundesstaat New Mexico als Vizegouverneur.

## Werdegang
Walter Dwight Bradley, Sohn von Margaret Jo (1913–1980) und Ralph W. Bradley (1908–1964) wurde ungefähr ein Jahr nach dem Ende des Zweiten Weltkrieges im Curry County geboren. Er hatte einen älteren Bruder, Charles D. "Chuck" Bradley (1939–2002). Walter graduierte an der Clovis High School. Er besuchte dann die Eastern New Mexico University in Portales im Roosevelt County. Danach zog er nach Dallas (Texas), wo er zuerst bei Texas Instruments und später bei National Chemsearch Corporation arbeitete. In dieser Zeit erhielt er mehrere Auszeichnungen und stieg schnell die Karriereleiter auf. Seine Ehefrau Deborah heiratete er in Clovis. Das Paar bekam ihren Sohn Tige. 1976 zog die Familie nach Clovis. Dort gründete er ein Immobilienunternehmen. Er war in Who's Who of Finance and Industry sowie Who's Who in the West gelistet. In der Folgezeit wurden sein Sohn Lance und seine Tochter Nicole geboren.
Politisch gehört er der Republikanischen Partei an. Zwischen 1989 und 1992 saß er im Senat von New Mexico. Während dieser Zeit war er Mitglied im Economic Development Committee und im Education Committee. Im November 1994 wurde er zum Vizegouverneur von New Mexico gewählt. 1998 folgte eine Wiederwahl. Er bekleidete den Posten von 1995 bis 2002. Als Vizegouverneur war er President of the Senate. Er saß im New Mexico Space Commission Board, der New Mexico Border Authority und im Executive Board für den Workforce Development Board. Außerdem hatte er den Vorsitz im Small Business Advocacy Council. Infolgedessen führte er eine Gesetzesreform durch, um regulatorische Hürden für Kleinunternehmen zu beseitigen. Er diente auch als Ehrenvorsitzender im New Mexico Resource Advisory Council und wurde zum New Mexico’s Spitzenman für Federal Environmental Relations ernannt. Bei der Republican Primary des Jahres 2002 kandidierte er erfolglos für das Amt des Gouverneurs von New Mexico. Zum Anfang seiner ersten Amtszeit als Vizegouverneur zog die Familie nach Santa Fe. Während dieser Zeit wurde ihre Tochter Kristin geboren. Zum Anfang seiner zweiten Amtszeit zog die Familie dann nach Albuquerque.
Nach dem Ende seiner letzten Amtszeit als Vizegouverneur trat er den Posten als Assistant Land Commissioner an, um die Commercial and Special Projects Division zu überwachen. Im August 2004 kehrte die Familie nach Clovis zurück. Er trat die Stelle als  Director of Government and Industry Relations bei Dairy Farmers of America Inc. für die Südwestregion an, welche New Mexico, Texas, Oklahoma und Kansas einschließt.